# Nachhaltigkeitsmarketing
Der Begriff Nachhaltigkeitsmarketing (von englisch Sustainability Marketing) bezeichnet eine Form des Marketings, welche alle drei Säulen der Nachhaltigkeit (Ökologie, Ökonomie und Soziales) ganzheitlich betrachtet und strukturell einbezieht. Das Ziel ist es, zukunftsfähiges Wirtschaften zu entwickeln, zu implementieren und innovative Ansätze transparent nach innen und außen zu kommunizieren.
Nachhaltigkeitsmarketing umfasst unter anderem Social Marketing (soziales Marketing), Green/Environmental Marketing (Umweltmarketing), Sociental Marketing (Gesellschaftsmarketing), Ecological Marketing (Ökologisches Marketing) und Sustainable Marketing (nachhaltiges Marketing).

## Relevanz
Marketing hat sich im Laufe der Zeit stark entwickelt und bereits in den 1970er Jahren wurden Marketingkonzepte erstellt, die Marketing mit Nachhaltigkeit kombiniert haben. Einige soziale und ökologische Probleme sind für Marketing relevant und werden heute im Bereich des Nachhaltigkeitsmarketings thematisiert. Begonnen hat alles mit dem produktorientierten Marketing, dem sogenannten Marketing 1.0 und entwickelte sich mit der Zeit zum verbraucherorientierten Marketing (2.0) und dann zum menschenorientierten Marketing (3.0). Heute wird bereits nach dem Marketing 4.0 gearbeitet, das als Vertiefung von 3.0 verstanden wird und alle Teilbereiche der Customer Journey berücksichtigt, wodurch Marketing in Zukunft nur noch in Kombination mit Nachhaltigkeit funktionieren wird.
Speziell in den 2010er-Jahren haben zahlreiche Unternehmen in diversen Branchen einen verstärkten Fokus auf Nachhaltigkeit gelegt und auch am Markt sind nachhaltige Alternativen immer gefragter. Aufklärungsarbeit führt zu verstärktem Bewusstsein für soziale und ökologische Probleme, wodurch sich das Kaufverhalten der Gesellschaft verändert. Mehr als sieben von zehn Konsumenten finden es zumindest zum Teil wichtig, dass Unternehmen Verantwortung für unsere Umwelt übernehmen, ganzheitlich nachhaltige Produkte und Dienstleistungen anbieten, den ganzen Produktlebenszyklus und somit auch die Entsorgung mitdenken und natürliche Rohstoffe bevorzugen.
Nachhaltigkeitsmarketing ist notwendig, um die veränderten Anforderungen der Gesellschaft weiter zu erfüllen. Vor allem die Generation der Millennials hat ein hohes Nachhaltigkeitsbewusstsein und nutzt verstärkt nachhaltige Angebote.

### Werte
Normatives Marketing entwickelt die Unternehmensphilosophie, die Werte, die Vision und die Mission eines Unternehmens. Dabei bilden die Werte die normative Grundlage für Nachhaltigkeitsmarketing. Der Begriff Ethos (griechisch “Charakter”) beschreibt die fundamentalen Werte und die Moral, die jemand verfolgt. Bei Unternehmen wird dabei mit den Core Values oder (deutsch) Grundwerten gestartet, die das “Warum” klären, was vor dem “Was” und “Wie” eines unternehmerischen Konzepts definiert werden soll. Der Marken-Ethos beschreibt somit den Charakter eines Unternehmens. Die Nachhaltigkeitsmarketing Werte werden schriftlich festgehalten und zeigen auf, welchen Sinn ein Unternehmen hat. Werteorientiertes Marketing im Nachhaltigkeitsmarketing bedeutet, dass Nachhaltigkeit im „Why“ des Unternehmens verankert ist und ganzheitlich gelebt wird. Demnach werden die eigenen Werte in allen Abläufen und im eigenen Aufbau implementiert und gelebt. Das Verankern der Unternehmenswerte auf allen Ebenen bietet die Grundlage für einen nachhaltigen Verbesserungsprozess im Unternehmen.

### Marktteilnehmer
Nachhaltigkeitsmarketing ist global verbreitet und hat somit eine Vielzahl an Marktteilnehmern. Entwicklungen im Nachhaltigkeitsmarketing haben Auswirkungen auf die einzelnen Unternehmen, den Markt im Allgemeinen, die Politik und auf die ganze Gesellschaft. Der Einfluss von Sustainability Marketing Transformationen wird stetig größer. Der Markt und somit die Bedürfnisse der Nachfrager sollen im Nachhaltigkeitsmarketing nicht nur befriedigt, sondern neu geformt werden, um die Welt positiv zu beeinflussen. Es geht darum, die Wahl zur nachhaltigen Alternative anzupreisen, das Angebot attraktiv zu gestalten und somit die finale Produktauswahl und das Konsumverhalten zu transformieren. Die Politik spielt in diesem Bereich eine wesentliche Rolle und kann durch gesetzliche Regelungen das Konsumverhalten der Gesellschaft in eine nachhaltigere Richtung leiten. Auf diese Veränderungen müssen Unternehmen reagieren, um weiter ihr Marktpotential ausschöpfen zu können. Die Bedürfnisse unserer heutigen Gesellschaft verändern sich und Nachhaltigkeit ist ein Thema, welches laufend zu neuen Herausforderungen und Transformationen führen wird.

## Strategien und Methoden
Die Basis einer Nachhaltigkeitsmarketingstrategie ist eine ausgearbeitete nachhaltige Business-Strategie. Diese Strategie wird oft in Form einer Corporate Social Responsibility (CSR) oder (deutsch) gesellschaftlichen Unternehmensverantwortung festgehalten. Das Unternehmensumfeld beeinflusst die Entscheidungen in der Nachhaltigkeitsmarketingstrategie wesentlich. Deshalb müssen im Bereich des mikroökonomischen Umfelds die Kunden, der Wettbewerb und der Markt berücksichtigt werden. Im Bereich des makroökonomischen Umfelds werden zusätzlich das natürliche, soziokulturelle, demographische, technologische, politische und rechtliche Umfeld berücksichtigt.
Beim Erarbeiten einer Nachhaltigkeitsmarketingstrategie werden folgende fünf Schritte durchlaufen: Zuerst werden Nachhaltigkeitsfragen aufgezeigt, anschließend nachhaltige Märkte segmentiert, dann werden Innovationen geschaffen, die nachhaltigen Produkte und Dienstleistungen positioniert und zuletzt ist eine Zusammenarbeit mit nachhaltigen Stakeholdern notwendig.
Das Aufzeigen von Nachhaltigkeitsfragen befasst sich mit sozio-ökologischen Problemen im Makro-Level und mit sozio-ökologischen Auswirkungen der Produkte und Dienstleistungen im Mikro-Level. Betrachtet wird der ganze Produktlebenszyklus.
Marktsegmentierung teilt große heterogene Märkte in kleinere homogene Segmente, welche die Vielfalt und das Verhalten der Zielgruppe besser verstehen und beschreiben lassen. Im Nachhaltigkeitsmarketing werden die Märkte so abgegrenzt, dass die kleinen homogenen Segmente passende Zielmärkte für die nachhaltigen Angebote darstellen. Kriterien für die Abgrenzung sind geografische, demografische, psychografische und verhaltensorientierte Faktoren.
Damit Nachhaltigkeitsmarketing positive Auswirkungen auf die Umwelt hat, sind nachhaltige Innovationen notwendig. Nachhaltige Innovationen schaffen bedeutet, Produkte und Dienstleistungen zu entwickeln, die die Bedürfnisse der Kunden abdecken und gleichzeitig einen Mehrwert für die Umwelt schaffen. Hierbei spielt die Impact Messung eine wesentliche Rolle. Die Resultate der Handlungen sollen nachhaltige Veränderungen bewirken und diese müssen gemessen werden. Durch eine geeignete Methode wird der Untersuchungsrahmen definiert und Fakten zur tatsächlichen Auswirkung der nachhaltigen Produkte und Dienstleistungen ermittelt.
Im Bereich der Positionierung geht es darum, welchen Platz das nachhaltige Produkt bzw. die Dienstleistung einnimmt und wie sich die nachhaltige Innovation vom Wettbewerb differenziert. Besonders ausschlaggebend ist dabei, wie das Angebot von den potentiellen Konsumenten wahrgenommen und unter den konventionellen Produkten eingestuft wird.
Partnerschaften mit nachhaltigen Stakeholdern und (deutsch) Interessensgruppen sind darauf ausgelegt, neue Nachhaltigkeitsinnovationen zu entwickeln und zu vermarkten. Stakeholder im Nachhaltigkeitsmarketing sollen die Erreichung des Ziels, die unternehmenseigenen sozialen und ökologischen Auswirkungen positiv voranzutreiben, unterstützen.
Um mit diesen fünf Schritten strategisches Nachhaltigkeitsmarketing erfolgreich umzusetzen, werden die Leitfragen “Wo?”, “Wann?” und “Wie?” ausgearbeitet.

### Marketing-Mix
Nachdem ein Unternehmen seine strategischen Wege klar definiert und festgelegt hat, kommt es zur tatsächlichen Umsetzung. Hierfür eignet sich im Bereich des Nachhaltigkeitsmarketings die Anwendung des Nachhaltigkeitsmarketing-Mix. Abweichend vom klassischen Marketing-Mix werden hierbei nicht die vier P’s (Product, Price, Place und Promotion) für die Umsetzung der Marketingstrategien in konkrete Aktionen angewandt, sondern es geht um die vier Bereiche Customer Solution (Kundenlösung), Communications (Kommunikationsbereich), Customer Cost (Kundenkosten) und Convenience (Komfort).
Customer Solution beschreibt den Vorgang, wie Unternehmen Kundenlösungen anbieten, welche nicht nur das ursprüngliche Bedürfnis der Konsumenten befriedigen, sondern gleichzeitig den ökologischen und sozialen Aspekt der Produkte mitdenken. Produkte und Dienstleistungen werden als nachhaltig eingestuft, wenn im gesamten Produktlebenszyklus ökologische, soziale und wirtschaftliche Probleme mitgedacht werden. Alle Phasen vom Vorverkauf, der Nutzung und der Entsorgung müssen im Vorhinein beim Marketing berücksichtigt und geeignete Kundenlösungen zur Verfügung gestellt werden. Ein wesentlicher Aspekt für die Anwendung dieses Tools ist das Konzept der Kreislaufwirtschaft.
Communications im Bereich des Nachhaltigkeitsmarketings bedeutet, einen ganzheitlichen, offenen, ehrlichen und transparenten Ansatz im Bereich der Kommunikation zu verfolgen. Im Kommunikationsbereich spielt vor allem Werbung eine wesentliche Rolle, welche im Nachhaltigkeitsmarketing als positiver Kanal genutzt werden soll, der Konsumenten Klarheit und neue Sichtweisen über die Auswirkung konventioneller Produkte und Dienstleistungen auf die Umwelt verschafft. Speziell in der Außenkommunikation ist es wichtig, Greenwashing zu vermeiden und ganzheitliche Ansätze zu wählen, das bedeutet, sich in der Kommunikation nicht auf vereinzelte kleine nachhaltige Elemente eines sonst nicht umweltfreundlichen Produktes zu setzen, sondern in einem solchen Fall lieber den Produktlebenszyklus des Produktes neu zu überdenken und nachhaltige Maßnahmen von Grund auf zu treffen.
Customer Cost verfolgt einen größeren Ansatz, als nur den Preis, der für den Kauf eines Produktes oder einer Dienstleistung zu bezahlen ist. Es werden sowohl die Anschaffungskosten, die Nutzungskosten, als auch die Entsorgungskosten betrachtet und das zum einen aus Sicht der Kunden und zum anderen aus Marketingsicht. Im Nachhaltigkeitsmarketing-Management werden dabei zwei Ziele verfolgt. Das erste Ziel ist es, die Kosten für die Konsumenten in Summe so gering wie möglich zu halten und als zweites wird das Ziel verfolgt, alle anfallenden Kosten verständlich an die Endabnehmer zu kommunizieren.
Convenience ist ein weitreichender Begriff, der im Nachhaltigkeitsmarketing für den Komfort der Kunden steht. Ein wichtiger Teil ist dabei die Distribution. Es geht darum, wie, wo und wann Konsumenten an Produkte und Dienstleistungen kommen und wie ihnen Informationen vor, während und nach dem Kauf zur Verfügung gestellt werden. Ein strukturierter und verlässlicher Kundenservice ist besonders essentiell. Nachhaltige Produkte am Markt anzubieten, welche funktional sind und die einen leistbaren Preis haben, das ist das Ziel von Convenience im Nachhaltigkeitsmarketing.

## Anwendungsbereiche
Nachhaltigkeitsmarketing ist vielseitig in der Anwendung. Unternehmen, welche aktiv Nachhaltigkeitsmarketing betreiben, sind beispielsweise Patagonia, Sonnentor, Zotter, Armedangels, Vaude und Followfood.
Als erste Nachhaltige Marketing Agentur in Österreich gilt das Unternehmen sgreening - Social & Green Marketing GmbH mit Sitz in Wien als Vorreiter im Bereich Nachhaltigkeitsmarketing.
Die Anwendung von Nachhaltigkeitsmarketing soll Schrittweise und in kleinen Etappen umgesetzt werden. Nur selten können große nachhaltige Veränderungen in einem kurzen Zeitraum passieren, da der ökonomische Faktor in jedem Unternehmen eine große Rolle spielt. Auch nachhaltig geführte Unternehmen können finanziell wachsen und eine große Rolle am Markt einnehmen. Handlungen des Nachhaltigkeitsmarketings helfen, dass Unternehmen finanziell erfolgreicher werden und gleichzeitig die sozialen und ökonomischen Aspekte der Unternehmensführung mitgedacht werden.
Arbeitende im Bereich des Nachhaltigkeitsmarketing haben unterschiedliche Möglichkeiten, die ersten Schritte im Nachhaltigkeitsmarketing zu setzen. Die Zusammenarbeit mit der Produktentwicklung kann in allen Bereichen der Wertschöpfungskette nachhaltige Veränderungen vorantreiben. Im strategischen Marketing können die Marketingmitarbeiter auf den Ausgleich der ökologischen Denkweise mit den sozialen und ökologischen Ansätzen achten und so Nachhaltigkeitsmarketing weiter in einem Unternehmen verankern. Ein weiterer wichtiger Anwendungsbereich ist die Außenkommunikation beziehungsweise die Werbung. Durch das Kommunizieren nachhaltiger Botschaften kann ein neues Konsumverhalten etabliert werden, welches umweltschädliche Gewohnheiten ersetzt. Um große nachhaltige Auswirkungen zu erzielen, ist im Nachhaltigkeitsmarketing das Thema Partnerschaften ein wesentliches. Die Zusammenarbeit mit anderen nachhaltig agierenden Unternehmen führt oft schneller zu den gewünschten Ergebnissen. Nachhaltigkeitsmarketing als Anwendung von Bewusstseinsbildung für Nachhaltigkeit ist ein Bereich, der sich in allen anderen Anwendungsbereichen des Nachhaltigkeitsmarketings widerspiegelt. Bewusstsein für nachhaltige Entwicklungen zu schaffen, gilt als zentrale Aufgabe im Nachhaltigkeitsmarketing.

## Herausforderungen
Die Veränderungen, die Nachhaltigkeitsmarketing schafft, bringen einige neuartige Möglichkeiten, doch führen auch zu Herausforderungen. Nachhaltige Entwicklungen sind oft zeitintensiv und kostspielig, daher ist es nicht immer leicht, den nächsten Schritt zu setzen. Neue Werte können im Unternehmen geschaffen werden, wodurch oft alte verfallen und keine Priorität mehr haben. Deshalb zögern viele Unternehmer den Weg in Richtung nachhaltiges Wirtschaften weiter hinaus. Es braucht zusätzlich politische Maßnahmen, die beispielsweise Anreize für den Kauf von nachhaltigen Alternativen setzen oder Anreize gegen den Kauf der konventionellen Produkte, wie beispielsweise Preisanpassungen.
Eine Herausforderung der Experten im Nachhaltigkeitsmarketing ist oft das geringe Verständnis ihres Umfelds für die positiven Auswirkungen nachhaltiger Veränderungen. Nachhaltige Bewusstseinsbildung ist als andauernder Prozess zu sehen und nicht als einmalige Schulung. Es braucht Geduld und Durchhaltevermögen der Marketingmitarbeiter, um die Vorteile von Nachhaltigkeitsmarketing langfristig im Unternehmen und im Bewusstsein der Stakeholder zu verankern.
Glaubwürdig zu kommunizieren und in der Nachhaltigkeits-Transformation nichts zu überstürzen, ist wesentlich für den Ruf eines Unternehmens. Die Herausforderung im Nachhaltigkeitsmarketing liegt darin, die Prozesse langfristig zu planen und nichts zu kommunizieren, was nicht belegbar ist.